# 纽约州行政区划
美国的纽约州一共有62个县。英国获得荷兰殖民地新阿姆斯特丹后立即就建立了12个县，不过其中有两个县之后被废除。1914年的布朗克斯县是州内最年轻的县，该县是纽约市的一部分，并且也是后者在19世纪末从威斯特徹斯特郡吞并的。纽约州各县名称的来源多种多样，有来自美洲原住民语言，有来自英国地名或皇室成员人名，有来自美国早期的政治和军事人物，也有纽约州的政治家。
纽约州有5个县与纽约市的5个区範圍一致，这5个县都没有實質的县级政府：纽约县（曼哈顿）、金斯县（布鲁克林）、布朗克斯县（布朗克斯）、里士满县（史泰登岛）和皇后县（皇后區）。由于每个区都至少有一个相互独立的主邮政局（其中皇后区有4个），因此各区的县城就以这些主邮政局相称：纽约（曼哈顿）、布鲁克林、布朗克斯、史泰登岛和邱园（皇后区）。与州内其它各县不同的是，纽约市的5个区职权相当有限，几乎在任何一个方面都只是该市的从属部门，只有一些民選区级官员。
以下表格会在每一个县的名称后面列出其联邦资料处理标准代码（简称FIPS代码），该代码是联邦政府用来区分各州和各县的唯一识别码。纽约州的FIPS代码是36，结合任何一个县的代码则为“36XXX”。所有的FIPS代码将链接至该县最近的一次人口普查数据。

## 现有的县
| 县             | FIPS代码 | 县城                            | 成立 | 来源                           | 命名                                                                                     | 2010年 人口 | 面积         | 地图                           |
| -------------- | -------- | ------------------------------- | ---- | ------------------------------ | ---------------------------------------------------------------------------------------- | ----------- | ------------ | ------------------------------ |
| 奥尔巴尼县     | 001      | 奥尔巴尼                        | 1683 | 殖民地时期建立的12县之一       | 詹姆斯二世在成为英格兰、爱尔兰和苏格兰君主前曾是约克公爵和奥尔巴尼公爵                   | 304,204     | 1380平方公里 | 標示出奥尔巴尼县位置的地圖     |
| 阿勒格尼县     | 003      | 贝尔蒙特                        | 1806 | 杰纳西县                       | 英文“Allegany”是河流名称“Allegheny”的变形词                                              | 48,946      | 2678平方公里 | 標示出阿勒格尼县位置的地圖     |
| 布朗克斯县     | 005      | 無郡城                          | 1914 | 纽约县                         | 荷兰殖民地的早期定居者乔纳斯·布朗克（Jonas Bronck）                                                  | 1,385,108   | 149平方公里  | 標示出布朗克斯县位置的地圖     |
| 布鲁姆县       | 007      | 宾汉顿                          | 1806 | 泰奥加县                       | 第4任纽约州副州长约翰·布鲁姆（John Broome）                                                         | 200,600     | 1852平方公里 | 標示出布鲁姆县位置的地圖       |
| 卡特罗格斯县   | 009      | 利特尔瓦利                      | 1808 | 杰纳西县                       | 塞内卡语辞汇，意为“难闻的一堆”，指从当地岩层中泄露的天然气的气味                         | 80,317      | 3393平方公里 | 標示出卡特罗格斯县位置的地圖   |
| 卡尤加县       | 011      | 奥本                            | 1799 | 奥农多加县                     | 美洲原住民卡尤加人                                                                       | 80,026      | 2238平方公里 | 標示出卡尤加县位置的地圖       |
| 肖托夸县       | 013      | 梅维尔                          | 1808 | 杰纳西县                       | 塞内卡语，意为“绑在中间的袋子”，指同名湖泊的形状                                         | 134,905     | 3885平方公里 | 標示出肖托夸县位置的地圖       |
| 希芒县         | 015      | 埃尔迈拉市                      | 1836 | 泰奥加县                       | 美洲原住民语，意为“大喇叭”，是当地一个土著村庄的名字                                     | 88,830      | 1064平方公里 | 標示出希芒县位置的地圖         |
| 奇南格县       | 017      | 诺维奇                          | 1798 | 泰奥加县和赫基默县             | 美洲原住民语，意为“大公牛蓟”                                                             | 50,477      | 2328平方公里 | 標示出奇南格县位置的地圖       |
| 克林顿县       | 019      | 普拉茨堡                        | 1788 | 华盛顿县                       | 乔治·克林顿，第4任美国副总统和第3任纽约州州长                                            | 82,128      | 2898平方公里 | 標示出克林顿县位置的地圖       |
| 哥伦比亚县     | 021      | 哈德逊                          | 1786 | 奥尔巴尼县                     | 欧洲探险家克里斯托弗·哥伦布                                                              | 63,096      | 1678平方公里 | 標示出哥伦比亚县位置的地圖     |
| 科特兰县       | 023      | 科特兰                          | 1808 | 奥农多加县                     | 皮埃尔·凡·科特兰德特，首任纽约州副州长                                                   | 49,336      | 1300平方公里 | 標示出科特兰县位置的地圖       |
| 特拉华县       | 025      | 德尔亥                          | 1797 | 奥齐戈县和阿尔斯特县           | 托马斯·韦斯特，第三任德拉瓦尔男爵，弗吉尼亚早期殖民领袖                                  | 47,980      | 3802平方公里 | 標示出特拉华县位置的地圖       |
| 达奇斯县       | 027      | 波啟浦夕                        | 1683 | 殖民地时期建立的12县之一       | 安妮·海德女士，约克公爵夫人和英国国王詹姆斯二世的妻子                                    | 297,488     | 2137平方公里 | 標示出达奇斯县位置的地圖       |
| 伊利县         | 029      | 布法罗                          | 1821 | 尼亚加拉县                     | 美洲原住民伊利部落                                                                       | 919,040     | 3178平方公里 | 標示出伊利县位置的地圖         |
| 埃塞克斯县     | 031      | 伊丽莎白敦                      | 1799 | 克林顿县                       | 英国的埃塞克斯郡                                                                         | 39,370      | 4962平方公里 | 標示出埃塞克斯县位置的地圖     |
| 富兰克林县     | 033      | 马隆                            | 1808 | 克林顿县                       | 本杰明·富兰克林，美国早期印刷商、科学家和政治家                                          | 51,599      | 4395平方公里 | 標示出富兰克林县位置的地圖     |
| 富尔顿县       | 035      | 约翰斯敦                        | 1838 | 蒙哥马利县                     | 罗伯特·富尔顿，轮船的发明者                                                              | 55,531      | 1380平方公里 | 標示出富尔顿县位置的地圖       |
| 杰纳西县       | 037      | 巴达维亚                        | 1802 | 安大略县                       | 塞内卡语，意为“好谷”                                                                     | 60,079      | 1282平方公里 | 標示出杰纳西县位置的地圖       |
| 格林县         | 039      | 卡茨基尔村                      | 1800 | 奥尔巴尼县和阿尔斯特县         | 纳瑟内尔·格林，美国独立战争时期大陆军将领                                                | 49,221      | 1704平方公里 | 標示出格林县位置的地圖         |
| 哈密尔顿县     | 041      | 莱克普莱森特                    | 1816 | 蒙哥马利县                     | 亚历山大·汉密尔顿，早期的美国政治理论家和第一任美国财政部长                              | 4,836       | 4683平方公里 | 標示出哈密尔顿县位置的地圖     |
| 赫基默县       | 043      | 赫基默                          | 1791 | 蒙哥马利县                     | 尼古拉斯·赫基默，美国独立战争时期将领                                                    | 64,519      | 3776平方公里 | 標示出赫基默县位置的地圖       |
| 杰斐逊县       | 045      | 沃特敦                          | 1805 | 奥奈达县                       | 托马斯·杰斐逊，美国早期政治家、《美国独立宣言》主要起草人，第三任美国总统                | 116,229     | 4810平方公里 | 標示出杰斐逊县位置的地圖       |
| 金斯县         | 047      | 无县城                          | 1683 | 殖民地时期建立的12县之一       | 英国国王查理二世                                                                         | 2,504,700   | 251平方公里  | 標示出金斯县位置的地圖         |
| 刘易斯县       | 049      | 劳维尔                          | 1805 | 奥奈达县                       | 摩根·刘易斯，第四任纽约州州长                                                            | 27,087      | 3341平方公里 | 標示出刘易斯县位置的地圖       |
| 利文斯顿县     | 051      | 杰纳西奥                        | 1821 | 杰纳西县和安大略县             | 罗伯特·R·李维顿（Robert Livingston），早期的美国政治家和大陆会议纽约代表                 | 65,393      | 1658平方公里 | 標示出利文斯顿县位置的地圖     |
| 麦迪逊县       | 053      | 万普斯维尔                      | 1806 | 奇南格县                       | 詹姆斯·麦迪逊，美国早期政治家、美国宪法之父，第四任美国总统                              | 73,442      | 1715平方公里 | 標示出麦迪逊县位置的地圖       |
| 门罗县         | 055      | 罗切斯特                        | 1821 | 杰纳西县和安大略县             | 詹姆斯·门罗，美国早期政治家和美国第五任总统                                              | 744,344     | 3538平方公里 | 標示出门罗县位置的地圖         |
| 蒙哥马利县     | 057      | 方达                            | 1772 | 奥尔巴尼县                     | 最初以殖民地总督威廉·特赖恩命名为特赖恩县，因美国独立战争将军理查德·蒙哥马利在1784年更名 | 50,219      | 1062平方公里 | 標示出蒙哥马利县位置的地圖     |
| 納蘇縣         | 059      | 米尼奥拉                        | 1899 | 皇后县                         | 奥兰治-拿骚王子，在长岛是荷兰的殖民地时荷兰统治者                                        | 1,339,532   | 1173平方公里 | 標示出納蘇縣位置的地圖         |
| 纽约縣         | 061      | 无县城                          | 1683 | 殖民地时期建立的12县之一       | 英国国王詹姆斯二世，继承英国王位前是约克和奥尔巴尼公爵，约克公爵是他的英国封号           | 1,585,873   | 87平方公里   | 標示出纽约縣位置的地圖         |
| 尼亚加拉县     | 063      | 洛克波特                        | 1808 | 杰纳西县                       | 易洛魁语辞汇，可能意味着两个水体之间的“脖子”，“水声之雷鸣”，或“平分河边低地”             | 216,469     | 2953平方公里 | 標示出尼亚加拉县位置的地圖     |
| 奥奈达县       | 065      | 由提卡                          | 1798 | 赫基默县                       | 美洲原住民的奥奈达部落                                                                   | 234,878     | 3142平方公里 | 標示出奥奈达县位置的地圖       |
| 奥农多加县     | 067      | 锡拉丘兹                        | 1792 | 赫基默县                       | 美洲原住民的奥农达加部落                                                                 | 467,026     | 2088平方公里 | 標示出奥农多加县位置的地圖     |
| 安大略县       | 069      | 卡南代瓜                        | 1789 | 蒙哥马利县                     | 易洛魁语，意思是“美丽的湖”                                                               | 107,931     | 1715平方公里 | 標示出安大略县位置的地圖       |
| 奥兰治县       | 071      | 戈申                            | 1683 | 殖民地时期建立的12县之一       | 奥兰治的威廉，后成为英国国王威廉三世                                                     | 372,813     | 2173平方公里 | 標示出奥兰治县位置的地圖       |
| 奥尔良县       | 073      | 阿尔比恩                        | 1824 | 杰纳西县                       | 法国奥尔良王朝                                                                           | 42,883      | 2116平方公里 | 標示出奥尔良县位置的地圖       |
| 奥斯威戈县     | 075      | 奥斯威戈                        | 1816 | 奥奈达县和奥农多加县           | 奥斯威戈河，来自易洛魁语，意思是“流淌”的，指奥斯威戈河河口                               | 122,109     | 3398平方公里 | 標示出奥斯威戈县位置的地圖     |
| 奥齐戈县       | 077      | 库珀斯敦                        | 1791 | 蒙哥马利县                     | 美洲原住民语，意为“岩石的地方”                                                           | 62,259      | 2598平方公里 | 標示出奥齐戈县位置的地圖       |
| 帕特南县       | 079      | 卡梅尔                          | 1812 | 达奇斯县                       | 以色列·普特南，美国独立战争时期大陆军将领                                                | 99,710      | 637平方公里  | 標示出帕特南县位置的地圖       |
| 皇后县         | 081      | 无县城                          | 1683 | 殖民地时期建立的12县之一       | 布拉干萨的凯瑟琳，英国的王后和英国的查理二世的妻子                                       | 2,230,722   | 462平方公里  | 標示出皇后县位置的地圖         |
| 伦塞勒县       | 083      | 特洛伊                          | 1791 | 奥尔巴尼县                     | 为纪念基利恩·范·伦塞勒的家族，荷兰新阿姆斯特丹殖民地的早期土地所有者                     | 159,429     | 1722平方公里 | 標示出伦塞勒县位置的地圖       |
| 里士满县       | 085      | 无县城                          | 1683 | 殖民地时期建立的12县之一       | 查尔斯·伦诺克斯，第一代里奇蒙公爵，英国国王查理二世的私生子                              | 468,730     | 265平方公里  | 標示出里士满县位置的地圖       |
| 罗克兰县       | 087      | 新城                            | 1798 | 奥兰治县                       | 早期定居者将地形描述为“岩土地”（rocky land）                                             | 311,687     | 515平方公里  | 標示出罗克兰县位置的地圖       |
| 聖老楞佐縣     | 089      | 坎顿                            | 1802 | 克林顿县、赫基默县和蒙哥马利县 | 聖老楞佐河，形成县和纽约州的北部边界                                                     | 111,944     | 7306平方公里 | 標示出聖老楞佐縣位置的地圖     |
| 萨拉托加县     | 091      | 鲍尔斯顿斯帕                    | 1791 | 奥尔巴尼县                     | 美洲原住民语的变体，意为“河边的山”                                                       | 219,607     | 2186平方公里 | 標示出萨拉托加县位置的地圖     |
| 斯克内克塔迪县 | 093      | 斯克内克塔迪                    | 1809 | 奥尔巴尼县                     | 莫霍克语，意思是“在松树的另一边”                                                         | 154,727     | 544平方公里  | 標示出斯克内克塔迪县位置的地圖 |
| 斯科哈里县     | 095      | 斯科哈里 (紐約州村)             | 1795 | 奥尔巴尼县和奥齐戈县           | 莫霍克语，意思是“浮动漂流木”                                                             | 32,749      | 1621平方公里 | 標示出斯科哈里县位置的地圖     |
| 斯凯勒县       | 097      | 沃特金斯格伦                    | 1854 | 希芒县、斯托本县和汤普金斯县   | 菲力·斯凯勒，美国独立战争将军和纽约州参议员                                              | 18,343      | 886平方公里  | 標示出斯凯勒县位置的地圖       |
| 塞尼卡县       | 099      | 滑铁卢                          | 1804 | 卡尤加县                       | 美洲原住民塞内卡部落                                                                     | 35,251      | 842平方公里  | 標示出塞尼卡县位置的地圖       |
| 斯托本县       | 101      | 巴斯                            | 1796 | 安大略县                       | 弗里德里克·威廉·冯·斯托本，在美国独立战争中协助大陆军的普鲁士将军                        | 98,990      | 3636平方公里 | 標示出斯托本县位置的地圖       |
| 蘇福克郡       | 103      | 里弗黑德 (紐約州普查規定居民點) | 1683 | 殖民地时期建立的12县之一       | 英国的萨福克郡                                                                           | 1,493,350   | 6146平方公里 | 標示出蘇福克郡位置的地圖       |
| 沙利文县       | 105      | 蒙蒂塞洛                        | 1809 | 阿尔斯特县                     | 约翰·沙利文（1740-1795），美国独立战争时期大陆军少将                                     | 77,547      | 2582平方公里 | 標示出沙利文县位置的地圖       |
| 泰奥加县       | 107      | 奥韦戈                          | 1791 | 蒙哥马利县                     | 美洲原住民语，意为“在用叉子”，描述一个聚会场所                                           | 51,125      | 1355平方公里 | 標示出泰奥加县位置的地圖       |
| 汤普金斯县     | 109      | 伊萨卡                          | 1817 | 卡尤加县和塞尼卡县             | 丹尼尔·D·汤普金斯（1774-1825），第六任美国副总统                                         | 101,564     | 1233平方公里 | 標示出汤普金斯县位置的地圖     |
| 阿尔斯特县     | 111      | 金斯顿                          | 1683 | 殖民地时期建立的12县之一       | 爱尔兰的阿尔斯特省，当时的约克公爵的领地，后来的英国国王詹姆斯二世                       | 182,493     | 3007平方公里 | 標示出阿尔斯特县位置的地圖     |
| 沃伦县         | 113      | 昆斯伯里                        | 1813 | 华盛顿县                       | 约瑟夫·沃伦（1741 - 1775），美国早期爱国者和美国独立战争将军                             | 65,707      | 2253平方公里 | 標示出沃伦县位置的地圖         |
| 华盛顿县       | 115      | 爱德华堡                        | 1772 | 奥尔巴尼县                     | 最初是夏洛特县，1784年以乔治·华盛顿命名，美国独立战争总司令和美国第一任总统              | 63,216      | 2191平方公里 | 標示出华盛顿县位置的地圖       |
| 韦恩县         | 117      | 莱昂斯                          | 1823 | 安大略县和塞尼卡县             | 安东尼·韦恩（1745 - 1796），美国革命战争将军                                             | 93,772      | 3585平方公里 | 標示出韦恩县位置的地圖         |
| 威斯特彻斯特县 | 119      | 白原                            | 1683 | 殖民地时期建立的12县之一       | 英国切斯特市                                                                             | 949,113     | 1295平方公里 | 標示出威斯特彻斯特县位置的地圖 |
| 怀俄明县       | 121      | 沃索                            | 1841 | 杰纳西县                       | 德拉瓦语辞汇的变体，意思是“宽底的土地”                                                   | 42,155      | 1544平方公里 | 標示出怀俄明县位置的地圖       |
| 耶茨县         | 123      | 佩恩燕                          | 1823 | 安大略县和斯托本县             | 约瑟夫·C·耶茨（1768–1837），纽约州第八任州长                                             | 25,348      | 974平方公里  | 標示出耶茨县位置的地圖         |

## 已撤销的县
| 县名       | 组建 | 废除 | 结果                                                                 |
| ---------- | ---- | ---- | -------------------------------------------------------------------- |
| 夏洛特县   | 1772 | 1784 | 重新划分并更名为华盛顿县                                             |
| 康沃尔县   | 1665 | 1686 | 殖民地时期建立的12县之一，移交麻薩諸塞州的部分后来成了缅因州的一部分 |
| 坎伯兰县   | 1766 | 1777 | 移交佛蒙特州                                                         |
| 杜克斯县   | 1683 | 1692 | 殖民地时期建立的12县之一，移交麻薩諸塞州                             |
| 格洛斯特县 | 1770 | 1777 | 移交佛蒙特州                                                         |
| 特赖恩县   | 1772 | 1784 | 更名为蒙哥马利县                                                     |

## 拟新设的县
| 县名         | 说明                                           |
| ------------ | ---------------------------------------------- |
| 阿迪朗达克县 | 如果建立，将包括艾塞克斯县北部和富兰克林县南部 |
| 皮科尼克县   | 如果建立，将包括长岛上苏福克县最东部的5个镇    |